# Haitzbach
Der Haitzbach ist ein linker Zufluss der Bieber im Main-Kinzig-Kreis im hessischen Spessart.

## Geographie

### Verlauf
Der Haitzbach entspringt auf einer Höhe von 250 m ü. NHN im Wald südöstlich von Höchst. 
Er fließt in nordöstliche Richtung zunächst durch Wald, läuft dann durch Grünland zwischen dem Erkberg (251 m ü. NHN) im Süden  und dem Rehlingsberg  (262 m ü. NHN) im Norden und mündet schließlich im Biebergemünder Ortsteil Kassel an der Stephansmühle auf einer Höhe von 150 m ü. NHN von links in die Bieber.
Sein etwa 1,9 km langer Lauf endet 100 Höhenmeter unterhalb der Quelle, er hat somit ein mittleres Sohlgefälle von 53 ‰.

### Einzugsgebiet
Das Einzugsgebiet des Haitzbachs liegt im Nördlichen Sandsteinspessart und wird über die Bieber, die Kinzig, den Main und den Rhein zur Nordsee entwässert.
Es ist am Oberlauf im westlichen Bereich überwiegend bewaldet, ansonsten dominiert Grünland.
Die höchster Erhebung ist der 393 m ü. NHN hohe Galgenberg im Süden des Einzugsgebiets.

### Flusssystem Kinzig
- Liste der Fließgewässer im Flusssystem Kinzig (Main)